# Noor Inayat Khan
Noor-un-Nisa Inayat Khan (Moskou, 1 januari 1914 – Dachau, 13 september 1944) was een Indiase spionne, die tijdens de Tweede Wereldoorlog voor de Britse geheime dienst Special Operations Executive (SOE) actief was in het Franse verzet.

## Levensloop
Noor Inayat Khan was de oudste dochter van de soefi Hazrat Inayat Khan en Ora Ray Baker, die na haar nog drie kinderen kregen. Inayat Khan was een afstammelinge van Tipu Sultan, heerser van Mysore (1783-1799). Haar naam Noor-un-nisa betekent licht van alle vrouwen.
Vlak na haar geboorte brak de Eerste Wereldoorlog uit en verhuisde het gezin van Rusland naar Londen. In 1920 verhuisden ze naar het Franse Suresnes. Noor Inayat Khan was, net als de rest van de familie, een bekwame muzikant. Ze kreeg les van Nadia Boulanger. Noor bespeelde de vina, de sitar en de harp en trad op met haar vader en haar broer, onder andere als privé-orkest voor Mata Hari.
Naast haar muzikale carrière schreef ze gedichten en kinderverhalen. Een aantal van haar verhalen werd gepubliceerd in kindertijdschriften, en gebundeld in een boek genaamd Vingt contes Jātaka, in het Nederlands vertaald als Boeddhalegenden.

### Tweede Wereldoorlog
Kort na het uitbreken van de Tweede Wereldoorlog vertrok de familie uit Frankrijk. Tijdens de oorlog trad Inayat Khan in het verzet, waarvoor ze via de radio contact met Londen onderhield. Haar codenaam was Madeleine. In de nacht van 16/17 juni 1943 vloog een Westland Lysander MK III (SD) haar naar de SOE-landingsplek B/20A ‘Indigestion’ in Noord-Frankrijk nabij Parijs, onder de codenaam 'Teacher/Nurse/Chaplain/Monk’. Samen met twee andere vrouwen, Diana Rowden (codenaam Paulette/Chaplain), en Cecily Lefort (codenaam Alice/Teacher), versterkte ze het Physician Network, dat onder leiding stond van Francis Suttill (codenaam Prosper).
In anderhalve maand arresteerde de Sicherheitsdienst (SD) verschillende verzetsmensen uit het Physician Network. Ondanks de kans op ontdekking bleef Noor Inayat Khan informatie doorgeven aan Londen. In oktober 1943 werd ze waarschijnlijk verraden, vermoedelijk door Henri Déricourt en Renée Garry. De SD arresteerde haar en verhoorde haar in het hoofdkwartier te Parijs. Hoewel ze niet werd gemarteld duurden de ondervragingen ruim een maand. Tijdens deze maand heeft ze twee keer geprobeerd te ontsnappen. De SD vond haar gecodeerde aantekeningen en wist de code te kraken, waardoor die nog een aantal verzetsmensen kon arresteren.
Inayat Khan werd op 27 november 1943 overgebracht naar Pforzheim in Duitsland en in het kader van de Nacht-und-Nebel-Erlass in afzondering geplaatst, een afzondering die meer dan tien maanden duurde. Ze werd geclassificeerd als zeer gevaarlijk maar ondanks alle ontberingen liet ze niets los. Op 12 september 1944 werd ze overgebracht naar het concentratiekamp in Dachau. De volgende morgen werd ze gemarteld en geëxecuteerd door de SS'er Friedrich Wilhelm Ruppert, samen met Yolande Beekman, Eliane Plewman en Madeleine Damerment, drie andere vrouwen uit het Franse verzet. Ruppert werd in 1946 wegens oorlogsmisdaden ter dood veroordeeld.

## Herdenking en eerbetoon
Postuum kreeg Noor Inayat Khan van de Engelse koning George VI het George Cross en van generaal De Gaulle het Croix de Guerre.
In de noordoosthoek van het Londense Gordon Square in Bloomsbury, waar de Inayat Khans zes jaar woonden, staat een borstbeeld van haar. In augustus 2020 werd een herdenkingsplaquette onthuld aan de gevel van de woning aan Taviton Street in Bloomsbury waar de familie woonde.

### Decoraties
- George Cross
- Croix de guerre
- Ze werd genoemd in de dagorders.

## Afbeeldingen

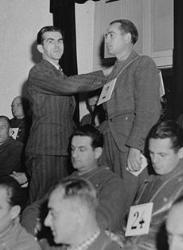
Michael Pellis, een voormalige gevangene uit Dachau, identificeert voormalige SS-Obersturmfuhrer Friedrich Wilhelm Ruppert als de man die verantwoordelijk is voor het executeren van Noor Inayat Khan.
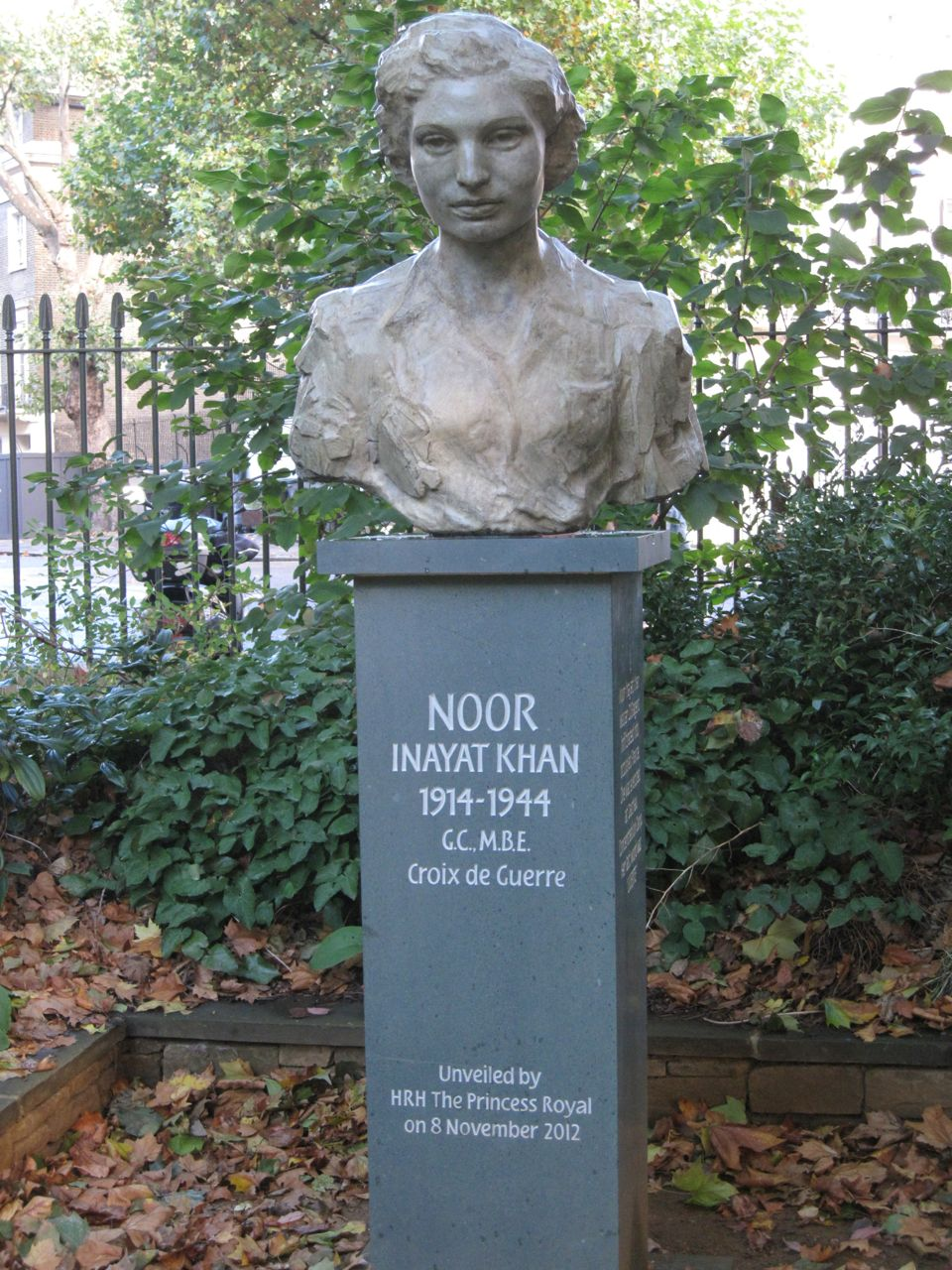
Bronzen buste van Noor Inayat Khan door Karen Newman. Onthuld november 2012 door Anne Mountbatten-Windsor.